# Tim Swinson
Timothy James Montagu Swinson (Londra, 17 febbraio 1987) è un rugbista a 15 britannico, internazionale per la Scozia, che gioca nel ruolo di seconda linea con i Glasgow Warriors nel Pro14.

## Biografia
Nato in Inghilterra, Swinson iniziò a giocare in English Premiership nel 2007 con il Newcastle. Dopo cinque stagioni si trasferì al club scozzese dei Glasgow Warriors e, nel giugno 2013, debuttò a livello internazionale con la Scozia affrontando il Sudafrica a Nelspruit.
Con i Glasgow Warriors vinse il Pro12 2014-15, primo titolo conquistato nella storia del club, e poi fu convocato per disputare la Coppa del Mondo di rugby 2015 collezionando quattro presenze subentrando sempre dalla panchina.

## Palmarès
- Pro12: 1
Glasgow Warriors: 2014-15